# 青龙乡 (班戈县)
青龙乡（藏語：ཕྱིང་ལུང་），是中华人民共和国西藏自治区那曲市班戈县下辖的一个乡镇级行政单位。

## 行政区划
青龙乡下辖以下地区：
青龙村、巴嘎村、啊古村、东嘎村、嘎雄村、加岗村、夺纳村、啊雄村和加苏村。